# Sant'Angelo Lomellina
Sant'Angelo Lomellina é uma comuna italiana da região da Lombardia, província de Pavia, com cerca de 814 habitantes. Estende-se por uma área de 10 km², tendo uma densidade populacional de 81 hab/km². Faz fronteira com Castello d'Agogna, Castelnovetto, Ceretto Lomellina, Cozzo, Zeme.

## Demografia
| Variação demográfica do município entre 1861 e 2011                               |
|                                                                                   |
| Fonte: Istituto Nazionale di Statistica (ISTAT) - Elaboração gráfica da Wikipedia |